# إريك بالادينو
إريك بالادينو (بالإنجليزية: Erik Palladino)‏ هو منتج وكاتب سيناريو وممثل أمريكي، ولد في 10 مايو 1968 في الولايات المتحدة. بدأ مشواره المهني سنة 1988.

## أعمال

### أفلام
- (2000) يو - 571[4]
- (2010) مدفون[5]

### مسلسلات
- الناجي المعين
- لوس أنجلوس
- إي آر
- كاسل

## وصلات خارجية
- إريك بالادينو على موقع IMDb (الإنجليزية)
- إريك بالادينو على موقع ألو سيني (الفرنسية)
- إريك بالادينو على موقع أول موفي (الإنجليزية)
- إريك بالادينو على موقع قاعدة بيانات الأفلام السويدية (السويدية)
- إريك بالادينو على موقع إن إن دي بي (الإنجليزية)
- إريك بالادينو على موقع قاعدة بيانات الفيلم (الإنجليزية)
- إريك بالادينو على موقع كينوبويسك (الروسية)